# 114 TCN
Năm 114 TCN là một năm trong lịch Julius. 